# Melamphaes typhlops
Espèce
Melamphaes typhlops est un poisson bathypélagique vivant à des profondeurs de 0 à 1000 m. Il se rencontre dans l'Atlantique nord, quelques spécimens ont été récoltés plus au sud.